# Poblado íbero Castellar de Meca
El poblado ibérico Castellar de Meca, cuya época corresponde al ibérico (siglos V-II a. C.), y también al bronce, romano, islámico, medieval, se localiza en el término municipal de Ayora, en la comarca de El Valle de Ayora-Cofrentes (provincia de Valencia, España), sobre un largo cerro denominado Mugrón de Meca (sierra del Mugrón), dentro de la finca denominada "Casas de Meca".
Está declarado Bien de Interés Cultural desde el 3 de junio de 1931. Identificador otorgado por el Ministerio de Cultura: RI-550000053.

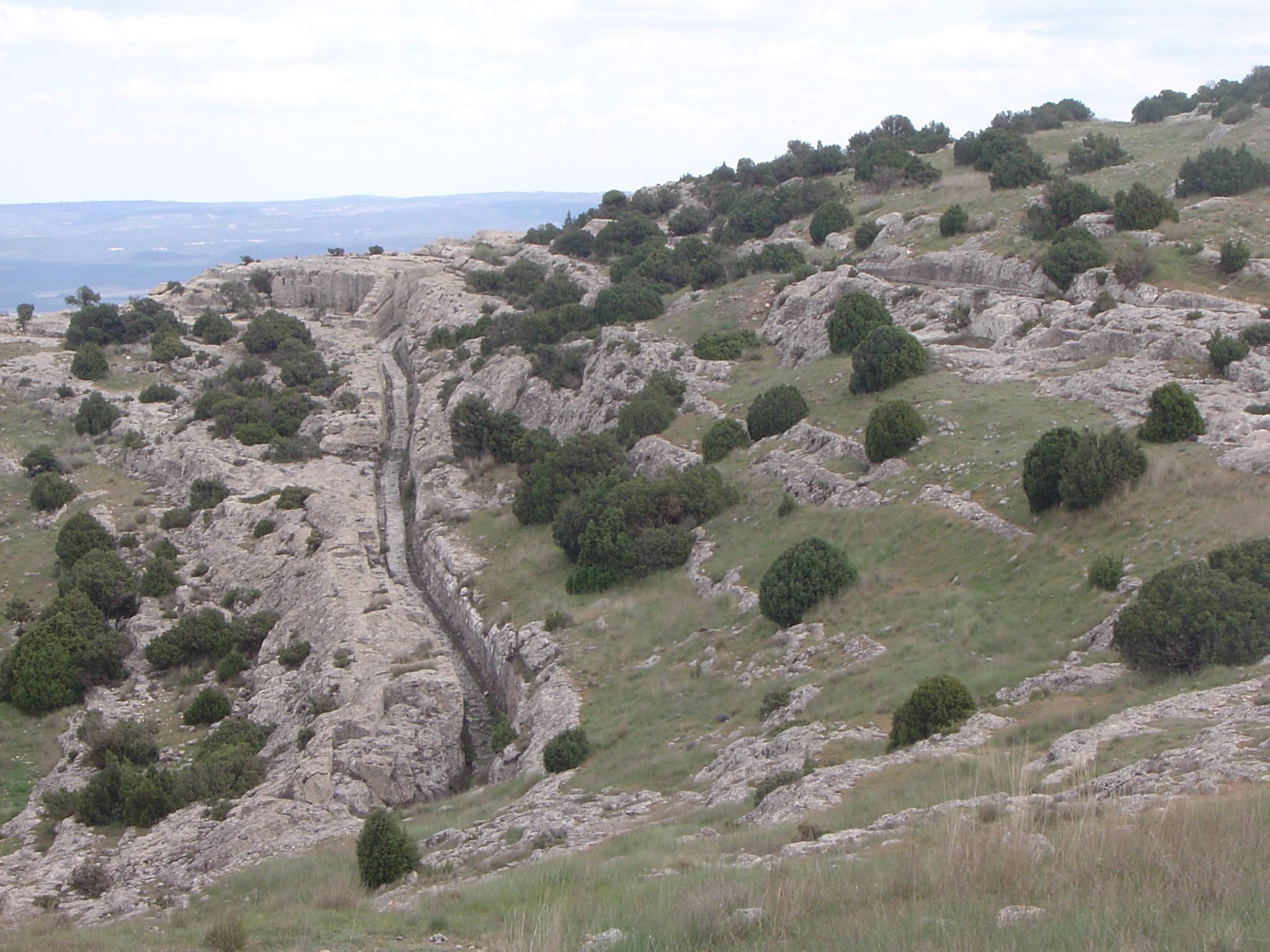
Camino de acceso

## Historia
Las ruinas del Castellar de Meca aparecen como conocidas en documentos de autores como Escolano, Cavanilles, Pierre Paris, Schulten, y especialmente por Julián Zuazo, entre otros. Este yacimiento muestra evidencias de ocupación desde la edad de Bronce ( siglo VI a. C.), los Íberos (siglo VI a. C.- siglo III a. C.) y los romanos ([[sigsiglo -siglo I a. C.) hasta la Edad Media (siglo XII).

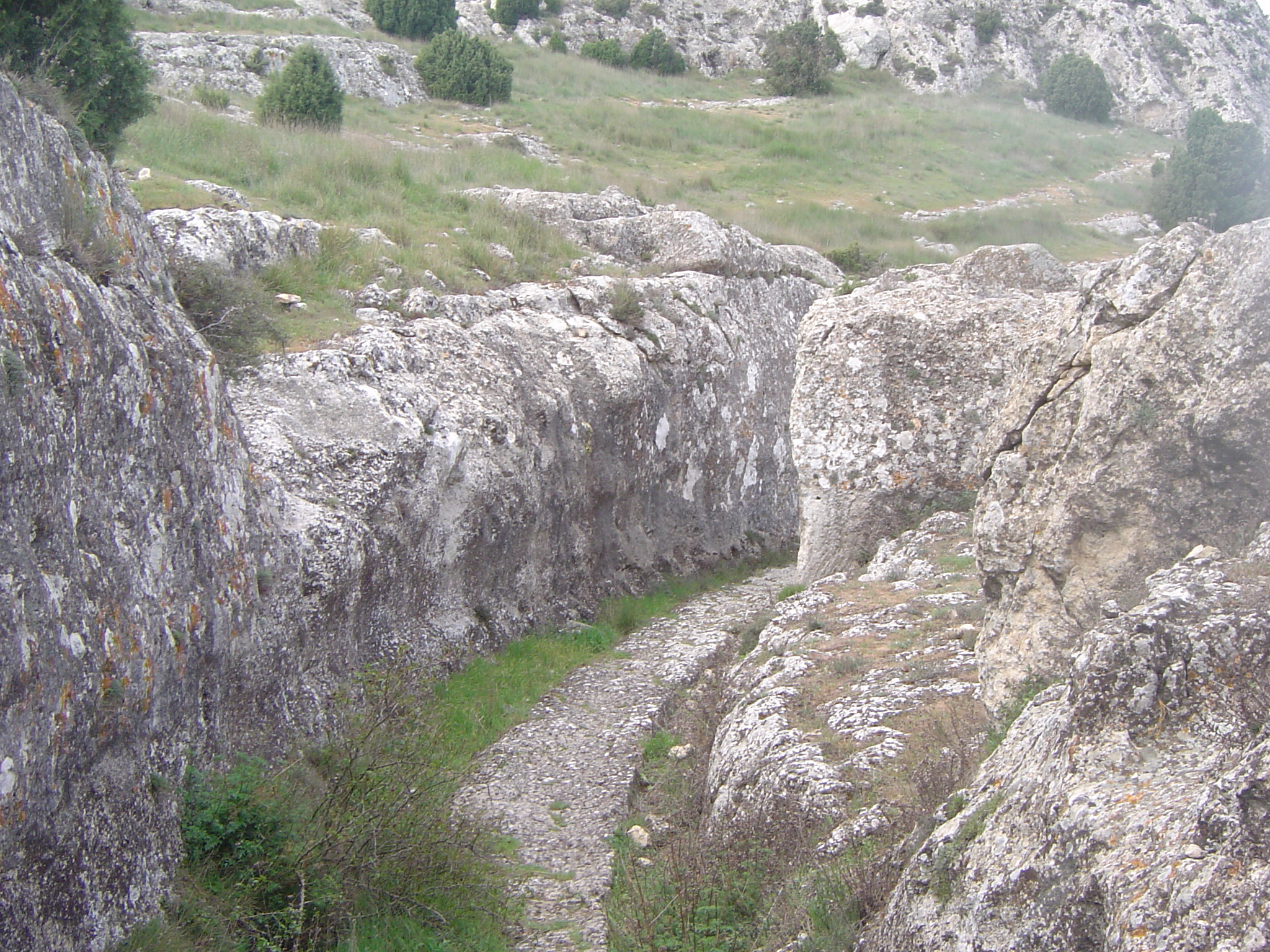
Detalle del camino de acceso

Las ruinas se consideran pertenecen a un poblado Ibérico ocupando aproximadamente 15 hectáreas. A simple vista se pueden ver sus antiguas murallas que servían de defensa a esta población, pero además por las características del terreno, estas también forman parte de una fortaleza natural, situándose a unos 1218 metros de altura sobre el nivel del mar en su punto más elevado. Se encuentra en una meseta del monte, con un único acceso, y por el que posiblemente los íberos trazaron un camino, el llamado Camino Hondo (que hoy aún conserva importantes vestigios de las huella dejadas por las ruedas de los carros, y pequeñas cavidades, donde ponían el pie las bestias que transportaban sus cargas), que unía la ciudad- fortaleza con el llano. De esta época íbera son también los restos de casas excavadas en la roca así como los aljibes.
La ciudad ibérica desapareció con la conquista de los romanos, aunque la influencia ibérica se mantuvo durante un tiempo. En la zona occidental se observan restos de una torre romana, no hay constancia de que hubiera elementos arquitectónicos, aunque sí se hallaron sillares de varios tamaños bien labrados.
La población fue creciendo y extendiéndose por las laderas, sobre el camino íbero inutilizado, construyéndose habitaciones medievales rectangulares. Se sabe que en el siglo XV la ciudad estaba desierta, lo cual puede deberse al brote de peste negra que sufrió la zona a mediados del siglo XIV.

## Descripción

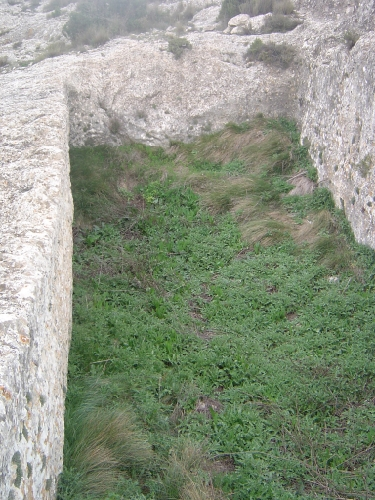
Depósito

La planta del yacimiento tiene unas 15 Ha, con una extensión de unos 800 m en dirección este-oeste. Murallas ciclópeas, numerosas cisternas y casas talladas en la roca. Cerámicas ibéricas, romanas, islámicas. El denominado Camino Hondo, con una pendiente del 30 % constituye una asombrosa obra de ingeniería prerromana. En el último tramo, la roca está excavada 4,30 m. con una anchura de 1,93-2,15 m. Para superar la pendiente se alargó el recorrido y obligó a realizar una cerrada curva para cambiar el sentido del camino hacia el centro de la ciudad. El suelo, sobre roca viva, presenta profundas rodaderas como consecuencia del paso de las ruedas de carro durante 1500 años. 

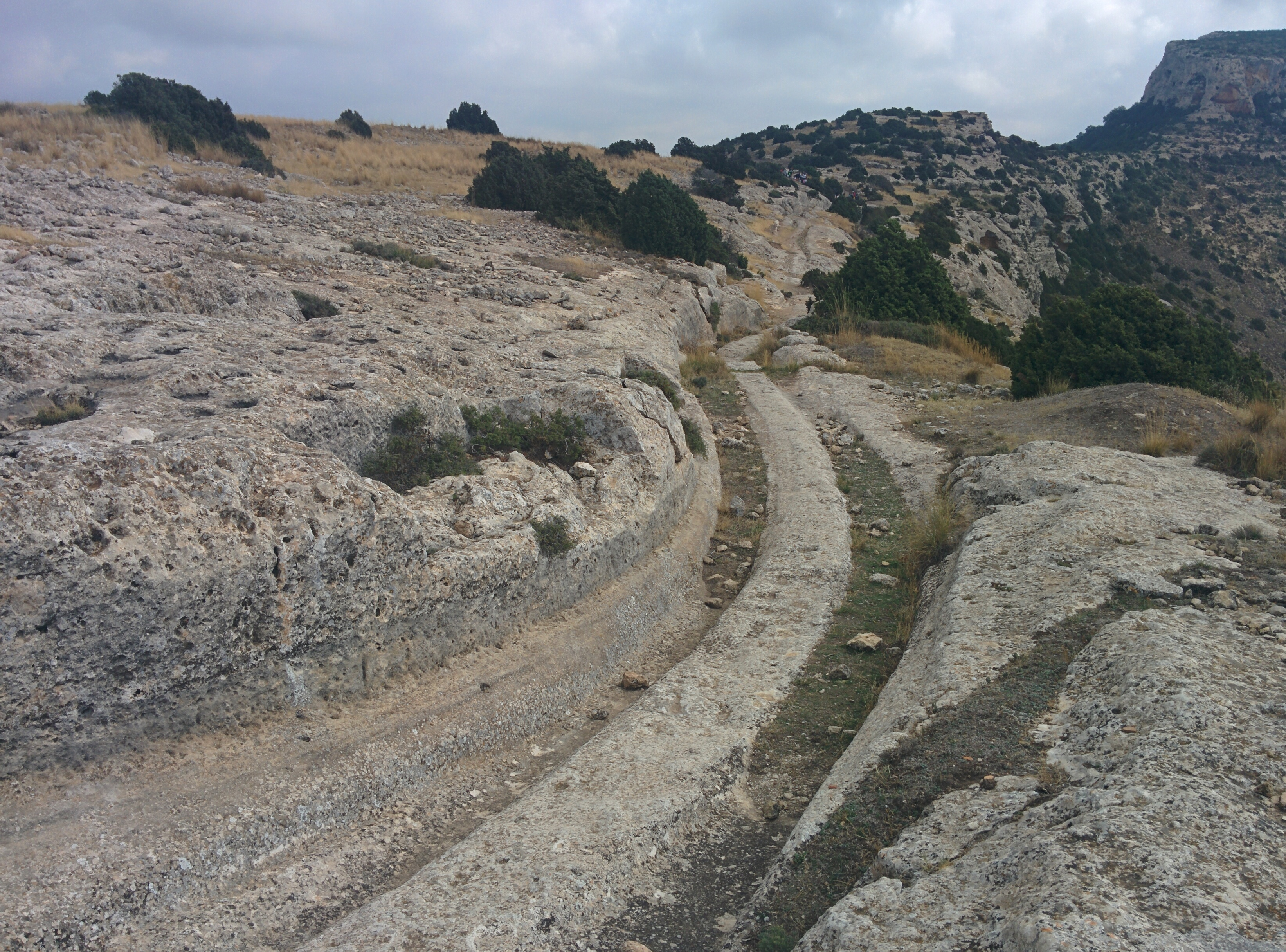
Camino interior

En los laterales se aprecian unas hendiduras en la piedra que presumiblemente servirían para introducir trancas de madera y sujetar así las ruedas evitando el deslizamiento por la pendiente. En la meseta se pueden observar habitaciones excavadas en la roca, escaleras, y numerosos depósitos (más de 100), el mayor llamado "El Trinquete" de 29 x 5 m, con una profundidad estimada de 14 m (más de 2000 m³). No todos los depósitos serían aljibes, ya que algunos pudieron ser utilizados como graneros o almacenes. 
Existen restos de muros de difícil datación, ya que el poblado estuvo habitado hasta época medieval (posiblemente hasta los siglos XIII-XIV). Al oeste de la denominada "Cueva del Rey Moro" se encuentra la fuente, con su caño original que ha sufrido una modificación, y en la que se aprecian unas escaleras excavadas de época ibérica, y algo más abajo el aljibe. 
Las características del poblado sugieren que éste sería un gran almacén de productos agropecuarios que explicaría el camino de acceso para facilitar su transporte desde el llano. La construcción del camino y de los sistemas de almacenaje requiere de una clase dirigente con capacidad de organizar recursos y gestionarlos de forma eficaz. En épocas de depresión por malas cosechas o crisis, la defensa del lugar y sus recursos excedentarios almacenados en periodos de bonanza sería fundamental. 

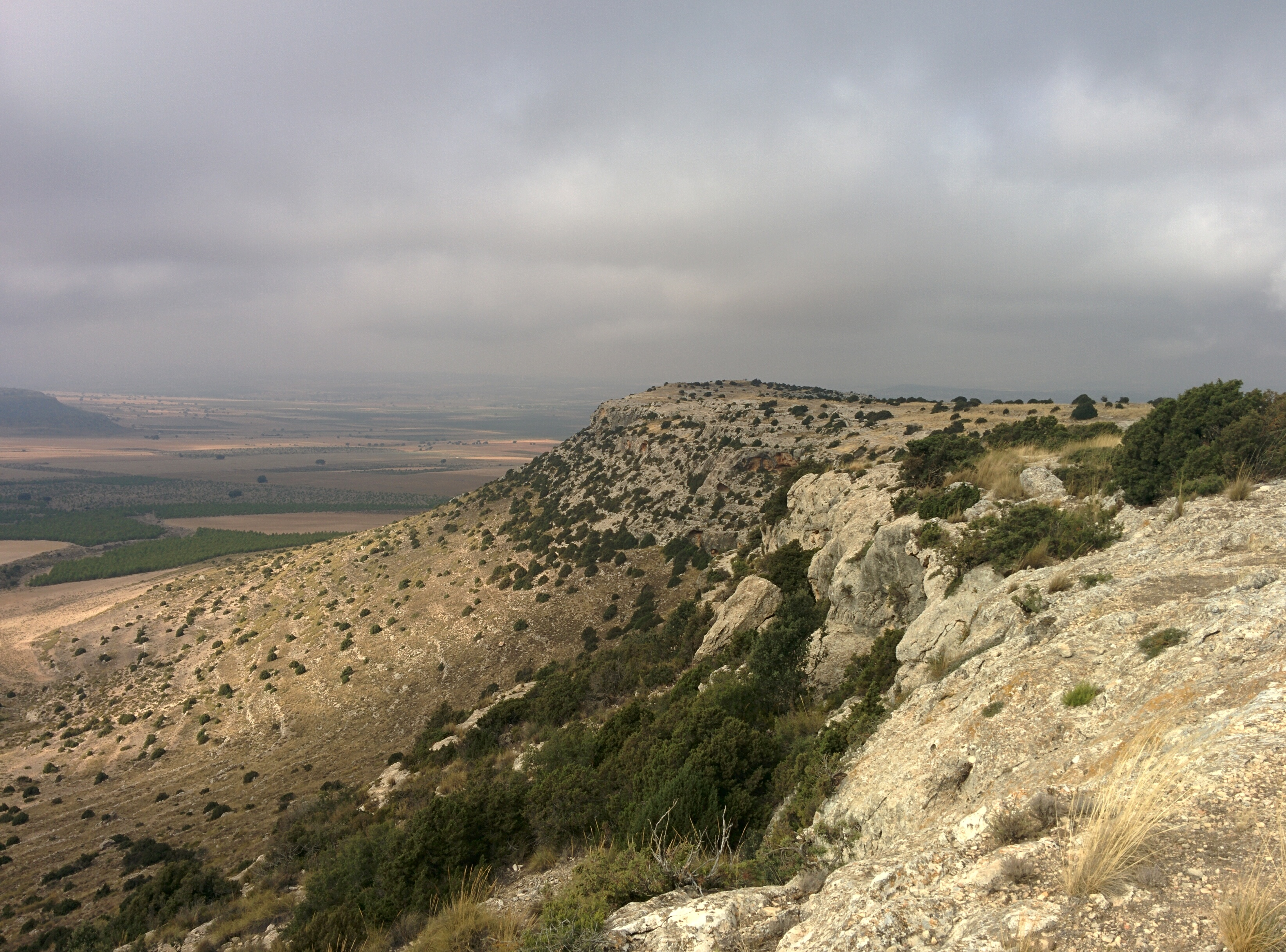
Vista parcial

Estas clases ibéricas dirigentes y un sistema económico bien organizado serían la base del desarrollo de la cultura ibérica desde el siglo V al siglo III a. C., con su capacidad de crear monumentos funerarios, ricas necrópolis, santuarios y escultura, característicos de la zona. El Castellar de Meca sería un importante centro económico del que únicamente queda su esqueleto impreso en piedra. La excavación científica de la ciudad pondría de manifiesto, sin duda, que estamos ante una de las principales ciudades ibéricas.[cita requerida]

## Días de visita
En la actualidad este yacimiento arqueológico es propiedad privada. Los días de visita son los domingos de 9 a 14h.